# Frederick Cornwallis
Frederick Cornwallis (Londra, 5 marzo 1713 – Lambeth, 19 marzo 1783) è stato un arcivescovo anglicano e teologo inglese.
Fu fratello gemello del generale britannico Edward Cornwallis.

## Biografia
Cornwallis nacque a Londra, in Inghilterra, settimo figlio di Charles Cornwallis, IV Barone Cornwallis e di sua moglie lady Charlotte Butler, figlia del Conte di Arran. Venne educato all'Eton College e si laureò poi al Christ's College di Cambridge. Nel 1742 venne ordinato sacerdote e divenne dottore in teologia nel 1748.
Cornwallis fu in grado di ascendere rapidamente nei ranghi della chiesa per via dei suoi stretti legami con l'aristocrazia, e nel 1746 venne nominato cappellano di re Giorgio II e canonico a Windsor. Nel 1750 divenne canonico della Cattedrale di St Paul a Londra e più tardi in quello stesso anno divenne vescovo di Lichfield e Coventry grazie all'interessamento di Thomas Pelham-Holles, I duca di Newcastle, poi Segretario di Stato. Egli fu anche Decano di Windsor (1765–1768) e Decano di St Paul (1766–1768).
Alla morte di Thomas Secker nel 1768, la sua amicizia con l'allora primo ministro, il Duca di Grafton, gli portò l'elevazione ad Arcivescovo di Canterbury. Come arcivescovo, egli divenne noto nella società dell'epoca. Strenuo sostenitore del governo di Lord North, fece ogni sforzo per sostenere il clero anglicano durante la Rivoluzione americana che privò molti sacerdoti nativi inglesi dei loro possedimenti e delle loro chiese. Come amministratore della sua arcidiocesi, venne giudicato anche dai contemporanei come uomo molto competente, capo ispirato al latitudinarianismo.
Alla sua morte venne sepolto nella St. Mary's Church, Lambeth.
Suo nipote fu Charles Cornwallis, I marchese Cornwallis, generale britannico durante la Rivoluzione americana e poi Governatore generale dell'India.

## Genealogia episcopale
La genealogia episcopale è:
- Papa Niccolò I
- Papa Formoso
- Vescovo San Plegmund
- Vescovo Althelm
- Vescovo Wulfhelm
- Vescovo Odo
- Vescovo San Dunstan
- Vescovo Sant'Aelphege
- Vescovo Elfric
- Vescovo Wulfstan
- Vescovo Ethelnoth
- Vescovo Eadsige
- Vescovo Stigand
- Vescovo Siward
- Vescovo Lanfranco di Canterbury
- Vescovo Thomas
- Vescovo Anselmo d'Aosta
- Vescovo Richard de Belmeis
- Vescovo William of Corbeuil
- Vescovo Henry of Blois
- Vescovo San Tommaso Becket
- Vescovo Roger of Gloucester
- Vescovo Peter de Leia
- Vescovo Gilbert Glanville
- Vescovo William of St. Mere L'eglise
- Vescovo Walter de Gray
- Vescovo Walter Kirkham
- Vescovo Henry
- Vescovo John of Halton
- Vescovo Roger Northborough
- Vescovo William Wyvil
- Arcivescovo Ralph Stratford
- Vescovo William Edendon
- Arcivescovo Simon Sudbury
- Vescovo Thomas Brentingham
- Vescovo Robert Braybrooke
- Arcivescovo Roger Walden
- Vescovo Henry Beaufort
- Arcivescovo Thomas Bourchier
- Arcivescovo John Morton
- Vescovo Richard Fitzjames
- Arcivescovo William Warham
- Vescovo John Langlands
- Arcivescovo Thomas Cranmer
- Vescovo William Barlow
- Arcivescovo Matthew Parker
- Arcivescovo John Whitgift
- Arcivescovo Richard Bancroft
- Arcivescovo George Abbot
- Arcivescovo George Montaigne
- Arcivescovo William Laud
- Vescovo Brian Duppa
- Arcivescovo Gilbert Sheldon
- Vescovo Henry Compton
- Arcivescovo William Sancroft
- Vescovo Jonathan Trelawney
- Arcivescovo John Potter
- Arcivescovo Thomas Herring
- Arcivescovo Frederick Cornwallis